# Ventidue chiese per ventidue concili
Ventidue chiese per ventidue concili fu il nome dato a un piano di costruzione di nuove chiese parrocchiali nella città di Milano e nei comuni limitrofi.
Il progetto venne ideato nel 1961 dall'arcivescovo Giovanni Battista Montini, per rispondere al fabbisogno di nuove chiese dovuto alla crescita edilizia e demografica della città, e per celebrare l'apertura del Concilio Vaticano II, il 22º nella storia della Chiesa; venne annunciato pubblicamente nel discorso arciepiscopale di Ferragosto del 1961.
Le ventidue nuove chiese furono tutte erette entro il 1966.

## Elenco
| Chiesa                                  | Località              | Anno      |
| --------------------------------------- | --------------------- | --------- |
| 1. Beata Vergine Addolorata             | Milano                | 1963      |
| 2. Madonna della Medaglia Miracolosa    | Milano                | 1962-1963 |
| 3. Ognissanti                           | Quinto de' Stampi     | 1964-1965 |
| 4. Sacro Cuore                          | Milano                | 1963-1964 |
| 5. Sant'Alberto Magno                   | Novegro               | 1962-1963 |
| 6. Sant'Ambrogio ad Fontes              | Segrate               | 1963      |
| 7. Santi Angeli Custodi                 | Milano                | 1965      |
| 8. Santo Curato d'Ars                   | Milano                | 1962-1964 |
| 9. San Domenico Savio                   | Milano                | 1965-1966 |
| 10. San Filippo Neri in Bovisasca       | Milano                | 1963-1964 |
| 11. San Francesco d'Assisi al Fopponino | Milano                | 1961-1962 |
| 12. San Gerolamo Emiliani               | Milano                | 1964-1965 |
| 13. San Giuseppe Calasanzio             | Milano                | 1963-1964 |
| 14. San Gregorio Barbarigo              | Milano                | 1964-1965 |
| 15. Sant'Ignazio di Loyola              | Milano                | 1962-1963 |
| 16. San Leone Magno                     | Milano                | 1963-1964 |
| 17. San Lorenzo                         | Trezzano sul Naviglio | 1964      |
| 18. Santa Lucia                         | Milano                | 1961-1962 |
| 19. Santa Maria Goretti                 | Milano                | 1964-1965 |
| 20. Gesù Buon Pastore e San Matteo      | Milano                | 1961-1962 |
| 21. Santo Spirito                       | Milano                | 1962-1964 |
| 22. San Vincenzo de' Paoli              | Milano                | 1963-1964 |